# 을이 빛나는 밤에
을이 빛나는 밤에는 연합인포맥스에서 제작하는 대한민국의 팟캐스트 방송이다. 박유진, 제원우, 김우정, 임천일, 아나운서 이윤지가 진행을 맡았다.

## 코너 정보
가족에게도 말하지 못했던 사회생활 뒷담화, <전국 乙질 자랑>
을의 반격이 시작됐다, <세상에 이런 乙이>
상대를 내 편으로 만드는 슈퍼을의 필살기, <심기乙전>

## 고정 출연진
- 박유진 (위메이크프라이스 홍보이사)
- 제원우 (컨설팅기업 디씨젼 대표)
- 김우정 (스토리 크리에이터)
- 임천일 (총각네야채가게 실장)
- 지윤리 (아나운서, 본명 이윤지)